# Mawla
Mawla (àrab: مولى, mawlà, en plural mawali, موالي, mawālī) és una paraula àrab polisèmica, el significat de la qual ha variat segons diferents períodes i contextos. Abans de Mahoma el terme es referia a qualsevol forma de tribus d'Aràbia, a l'Alcorà s'usa per referir-se a persona amb alguna responsabilitat, i després de Mahoma es feia servir per identificar nous conversos a l'islam.

## Abans de Mahoma
Abans del profeta islàmic Mahoma, el terme s'aplicava originàriament a qualsevol forma d'associació tribal.
A l'Alcorà i als hadits s'utilitza en diversos sentits, com ara "senyor", "guardià", "administrador" i "auxiliar".

## Després de Mahoma
Després de la mort de Mahoma, aquesta institució va ser adaptada per la dinastia omeia per incorporar nous conversos a l'islam a la societat àrab-musulmana i la paraula mawali va guanyar difusió com a denominació per als musulmans no àrabs convertits als primers califats islàmics.
En aquest sentit, un mawla era algú subjecte a la walà, un tipus de contracte que vincula dues persones. Aquest contracte es va fer servir tant per a la conversió a l'islam com per a l'alliberament d'esclaus.
Si un cristià es convertia quedava separat de la seva comunitat i havia de buscar-se un nou mitjà de vida, per la qual cosa solament els nobles podien abraçar la religió islàmica sense problemes, encara que en aquest cas arrossegaven a les seves famílies, clients i esclaus.
Com que els musulmans quedaven exempts dels impostos als quals estaven sotmesos els cristians, la jizya, les autoritats musulmanes dels països conquerits no solament no van fomentar les conversions, sinó que van establir algunes mesures per aconseguir dissuadir als possibles candidats a conversos.
Un mawla molt important al nord-est de la península Ibèrica va ser el Comte Cassi, a l'origen de la família dels Banu Qassi, que es va convertir a l'islam a principis de segle viii sota el patronatge del mateix califa Al-Walid I. Un altre mawla conegut va ser Abbàs ibn Firnàs.

## Algunsmawlesil·lustres
- Abbàs ibn Firnàs
- Abd-al-Hamid ibn Yahya ibn Sad al-Kàtib
- Abd-Al·lah ibn Tàhir
- Abu-Atà as-Sindí
- Abu-Ghàlib Tammam ibn Àlqama
- Abu-l-Hudhayl al-Al·laf
- Abu-Múslim
- Arib ibn Sad al-Kàtib al-Qurtubí
- Bukayr ibn Mahan
- Mubàrak
- Mudhàffar
- Al-Muwàffaq
- ar-Rabí ibn Yunus
- Tàriq ibn Ziyad
- Tarif ibn Màlik
- Ubayd-Al·lah ibn Abi-Bakra